# Dąbrówka Polska (Sanok)
Dąbrówka Polska – część miasta Sanok, dawniej wieś w Polsce, w województwie podkarpackim, w powiecie sanockim, przy drodze krajowej nr 28.
W stanowi zachodnią część dzielnicy Dąbrówka miasta Sanoka.

## Historia

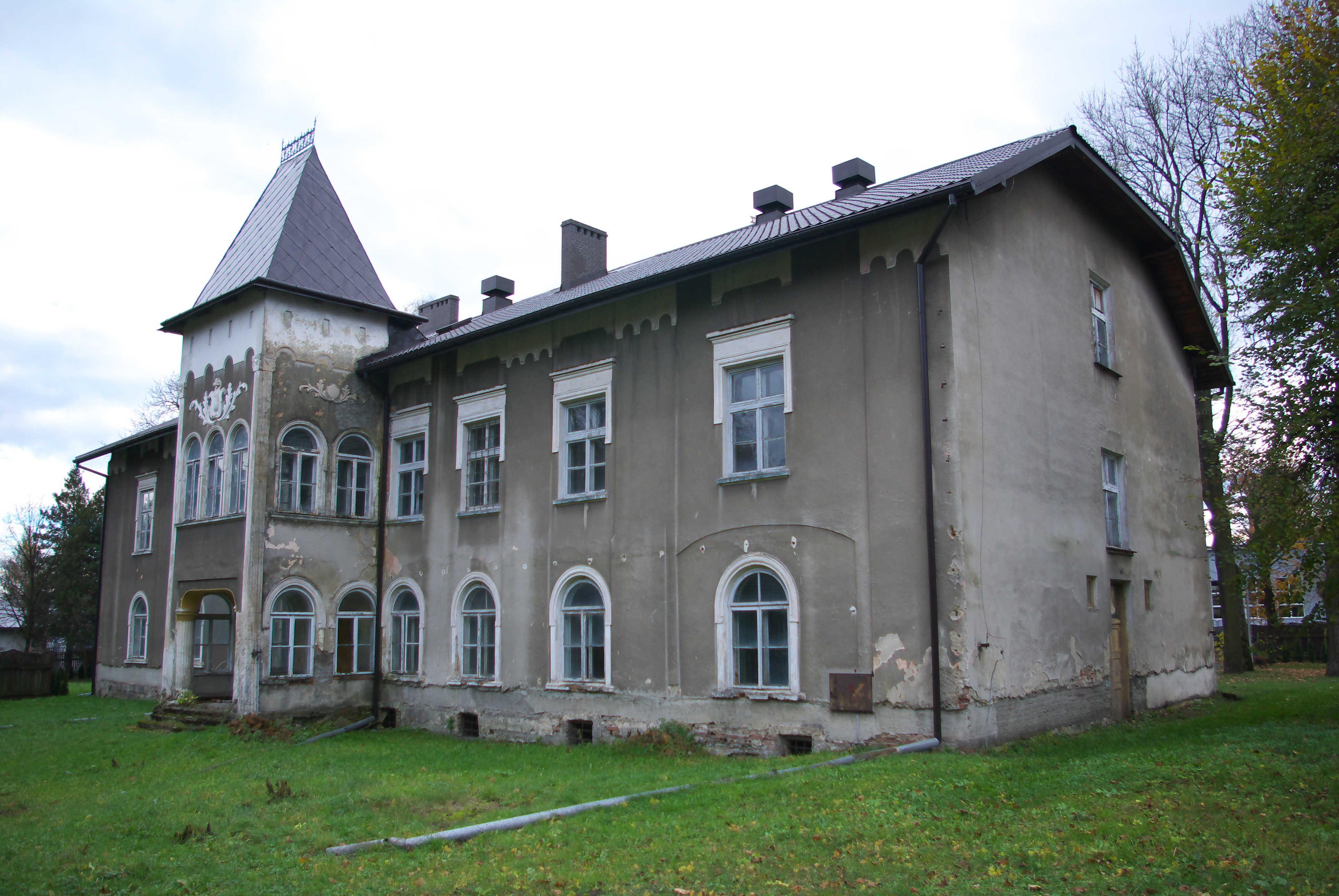
Budynek dworski Mniszek-Tchorznickich

Osada powstała w XVI wieku i była zwana początkowo Dąbrówką Niemiecką.
Wieś leżała przy trakcie z Sanoka w kierunku na Rymanów pomiędzy Sanokiem a Dąbrówką Ruską.
W XIX wieku do końca życia właścicielem posiadłości tabularnej w Dąbrówce Polskiej i Ruskiej był Jan Tchorznicki (zm. 1868).
W 1880 wieś liczyła 44 domy i ok. 268 mieszkańców, prawie wyłącznie Polaków, należących do parafii rzymskokatolickiej w Sanoku. Były w niej obszary dworskie (180 morgów) i włościańskie.
Pod koniec XIX wieku właścicielami wsi byli potomkowie Jana Tchorznickiego (jego żoną była Kornelia, z domu Stankiewicz, zm. 1885). Na przełomie XIX i XX wieku właścicielem tego terenu był Aleksander Mniszek-Tchorznicki. W 1905 Józefa Rylska posiadała we wsi obszar 126,7 ha (w pobliskiej Dąbrówce Ruskiej 12 ha). W sierpniu 1905 Józefa Rylska zbyła Dąbrówkę Polską i Dąbrówkę Ruską na rzecz Marii Strzelbickiej, z domu Ścibor-Rylskiej, żony Mieczysława Strzelbickiego (kwota zakupu wyniosła 50 tys. koron). Po śmierci właścicielki dobra odziedziczyły jej dzieci jako małoletni spadkobiercy, zaś jej mąż Mieczysław został zarządcą tychże dóbr. Według stanu z 1911 właścicielami tabularnymi Dąbrówki Polskiej byli St. I. i St. Strzelbiccy, którzy posiadali 124 ha.
Na obszarze Dąbrówki Polskiej istniał gaj „Sędziówka”, na którym w 1897 powstało wielofunkcyjne boisko sportowe (teren przekazany przez Józefę Rylską), z którego korzystał Sanocki Klub Sportowy, a jego prezesem był Michał Jorkasch-Koch.
Do 1939 dzierżawcą majątku w Dąbrówce Polskiej był Piotr Linscheid, trudniący się rolnictwem, który zamieszkał tamże wraz z rodziną (żona Olga i dzieci Ferdynand, Ryszard, Waleria i Helena (1903-1942).
U kresu II wojny światowej wraz z nadejściem frontu wschodniego na początku sierpnia 1944 trwały walki niemiecko-radzieckie, w wyniku których doszło do zniszczeń na Dąbrówce. Po nastaniu władzy komunistycznej anonsowano przymusowe wysiedlenie ludności wsi, zaś w obawie przed tym na początku września 1944 samowolnie wyjechało 73 rodziny (80 zostało). Do początku grudnia 1944 dokonano administracyjnego podziału ziem we wsi wraz z rozdziałem między mieszkańców. We wrześniu 1946 w Dąbrówce Polskiej powstało Państwowe Gimnazjum Męskie i Liceum Gospodarstwa Wiejskiego.
15 października 1948 wsie Dąbrówka Polska i Dąbrówka Ruska zostały połączone w jedną wieś Dąbrówkę. Uchwałą Prezydium Wojewódzkiej Rady Narodowej z 1 stycznia 1962 roku wieś przyłączono do miasta Sanoka i od tego czasu stanowi dzielnicę Dąbrówka.
Na terenie byłej wsi Dąbrówka Polska istnieje zachowany zespół pałacowo-parkowy Rylskich i Tchorznickich.